# 明治アドエージェンシー
株式会社明治アドエージェンシー（英: Meiji Ad Agency Co., Ltd.）は、東京都渋谷区に本社を置く明治グループのハウスエージェンシーである。

## 概要
明治を大株主とする広告会社。制作機能を外部へ委託する傾向にある大手広告代理店に比べ、SP関係の企画制作や広告制作を自社で多く行うことが特徴。また、2011年（平成23年）の明治製菓と明治乳業の企業組織再編に伴い、同じく明治乳業系のハウスエージェンシー、株式会社パブリシティと翌年7月に合併。それ以降、テレビを中心としたマス媒体の扱いや、webページ制作などのデジタルコミュニケーション関連の事業も増加。

## 沿革
- 1951年（昭和26年）12月 - 創設者清水始と明治製菓株式会社により、日東工芸株式会社（資本金190万円）として発足。SP活動並びにPOP広告企画制作を中心として活動を始める[4]。
- 1954年（昭和29年）3月 - 資本金250万円に増資[4]
- 1958年（昭和33年） - 印刷媒体取扱い業務開始[4]
- 1963年（昭和38年）10月 - 屋外看板製作及び店舗内外装企画製作業務に進出。CMフィルム企画制作業務を開始[4]
- 1968年（昭和43年）6月 - 業務拡張に伴い資本金1億円とし、社名を株式会社ニットーと改称[4]
- 1970年（昭和45年）5月 - 資本金1億5千万円に増資[4]
- 1972年（昭和47年）5月 - 資本金を2億2650万円に増資[4]
- 1973年（昭和48年）9月 - 本社ビルを渋谷区富ヶ谷に竣工する。同ビル2階に「パームスタジオ」を併設[4]
- 1980年（昭和55年）10月 - AMラジオ媒体取扱い業務開始[4]
- 1981年（昭和56年）11月 - ビデオ企画制作業務に進出[4]
- 1983年（昭和58年）10月 - FMラジオ媒体取扱い業務開始[4]
- 1985年（昭和60年）5月 - テレビ媒体取扱い業務開始[4]
- 1992年（平成4年）1月 - キャラクター版権管理業務開始[4]
- 2004年（平成16年）4月 - Web業務取扱い開始[4]
- 2011年（平成23年）12月 - 沖縄事務所設立[4]
- 2012年（平成24年）7月 - 株式会社パブリシティと合併[4]
- 2017年（平成29年）11月 - 本社ビル老朽化に伴う建て直しのため、新宿区に一時本社移転。
- 2018年（平成30年）4月 - 明治販促物品集約業務を開始[4]
- 2020年（令和2年）4月 - 社名を株式会社明治アドエージェンシーと改称[4]。6月 - 本社ビル竣工に伴い、再度本社を渋谷区富ヶ谷に移転。

## 事業所
- 東京本社 - 東京都渋谷区富ヶ谷1丁目5番1号[5]
- 京橋オフィス - 東京都中央区京橋2丁目4番16号[5]
- 東陽町オフィス - 東京都江東区新砂1丁目2番10号
- 沖縄オフィス - 沖縄県那覇市久茂地2丁目4番5号3F

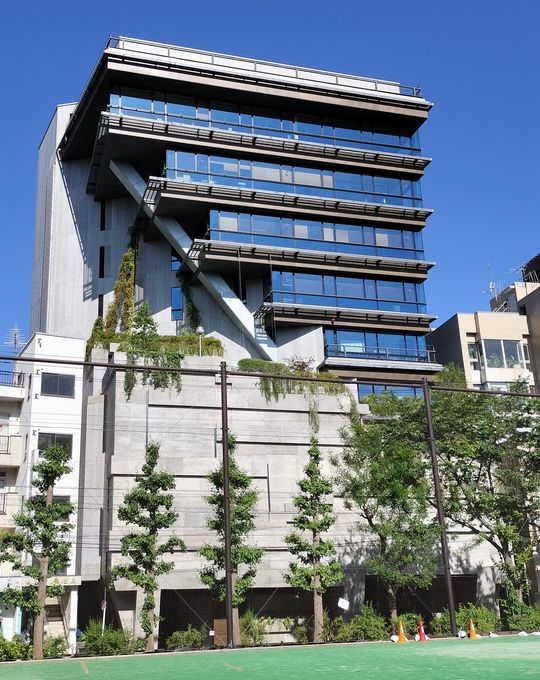
2020年竣工の新社屋